# Gabriac, Lozère
Gabriac är en kommun i departementet Lozère i regionen Occitanien i södra Frankrike. Kommunen ligger i kantonen Barre-des-Cévennes som tillhör arrondissementet Florac. År 2022 hade Gabriac 102 invånare.

## Befolkningsutveckling
Antalet invånare i kommunen Gabriac
| Referens: INSEE |